# Jeg, Claudius (tv-serie)
Jeg, Claudius (på engelsk I, Claudius, grafisk skrevet I·CLAVDIVS ) er en tv-serie af BBC fra 1976 baseret på Robert Graves' roman Jeg, Claudius fra 1934 og dens fortsættelse Claudius og Messalina fra 1935. Serien er skrevet af Jack Pulman og har Derek Jacobi i hovedrollen som Claudius, med Siân Phillips, Brian Blessed, George Baker, Margaret Tyzack, John Hurt, Patricia Quinn, Ian Ogilvy, Kevin McNally, Patrick Stewart og John Rhys-Davies i biroller. Serien fortæller historien om det tidlige Romerrige, set fra den aldrende kejser Claudius' perspektiv.
Blandt mange andre produktioner og dramatiseringer er Graves' Claudius-romaner også blevet dramatiseret af BBC Radio 4 i 2010 og på scenen i 1972.

## Plotresumé
Jeg, Claudius fortæller historien om det tidlige Romerrige, fortalt af den aldrende romerske kejser Claudius, fra år 24 f.Kr. til hans død i 54 e.Kr. Serien åbner med Augustus, den første kejser af Rom, der forsøger at finde en arving, og hans hustru, Livia, der intrigerer for at hendes søn Tiberius skal blive arving. Livia er  ekspert i forgiftning og anvender uopdagede mord og forræderi mod sine rivaler til at opnå sine mål, begyndende med Marcellus' død i 22 f.Kr. Intrigerne, forræderierne og mordene fortsætter i mange årtier, gennem Tiberius' regeringstid, hans prætorianerpræfekt Sejanus' politiske sammensværgelse, den gale kejser Caligulas fordærvede styre, kulminerende med hans onkel Claudius tilfældige magtovertagelse. Claudius' oplyste regeringstid er skæmmet af hans utro hustru Messalinas og hans barndomsven Herodes Agrippas forræderi. Til sidst kommer Claudius til at acceptere det uundgåelige af mordet på ham selv og indvilliger i at ægte sin intrigante niece, Agrippina den Yngre, og skabe muligheden for sin gale stedsøn Neros tronbestigelse, hvis katastrofale styre Claudius forgæves håber vil føre til genoprettelse af Den romerske republik.

## Medvirkende
- Derek Jacobi som Claudius
  - Ashley Knight som unge Claudius
- Siân Phillips som Livia
- George Baker som Tiberius
- John Hurt som Caligula
  - Robert Morgan som unge Caligula
- Brian Blessed som Augustus
- Patrick Stewart som Sejanus
- Margaret Tyzack som Antonia
  - Amanda Kirby som unge Antonia
- Patricia Quinn som Livilla
  - Katharine Levy som unge Livilla
- John Paul som Marcus Agrippa
- Sheila White som Messalina
- Christopher Biggins som Nero
- Ian Ogilvy som Nero Claudius Drusus
- David Robb som Germanicus
  - Gary Lock som unge Germanicus
- John Castle som Postumus
  - Alister Kerr som unge Postumus
- Fiona Walker som Agrippina
  - Diana Hutchinson som unge Agrippina
- Frances White som Julia
- James Faulkner som Herodes Agrippa
  - Michael Clements som unge Herodes
- Kevin McNally som Castor
- John Rhys-Davies som Naevius Sutorius Macro
- Christopher Guard som Marcus Claudius Marcellus
- Stratford Johns som Gnaeus Calpurnius Piso
- Bernard Hepton som Marcus Antonius Pallas
- John Cater som Tiberius Claudius Narcissus
- Barbara Young som Agrippinilla
- Beth Morris som Drusilla
- Simon MacCorkindale som Lucius Caesar
  - Russell Lewis som unge Lucius
- Sheila Ruskin som Vipsania Agrippina
- Angela Morant som Octavia den Yngre
- Graham Seed som Britannicus
- Jo Rowbottom som Calpurnia
- Lyndon Brook som Appius Junius Silanus
- Sam Dastor som Cassius Chaerea
- Kevin Stoney som Thrasyllos af Mendes
- Freda Dowie som Milonia Caesonia & Sibyllen
- Irene Hamilton som Munatia Plancina
- Darien Angadi som Gaius Plautius Silanus
- Peter Bowles som Caratacus
- Norman Eshley som Marcus Vinicius
- John Bennett som Gaius Stertinius Xenophon
- Patsy Byrne som Martina
- Douglas Melbourne som Tiberius Gemellus
- Karin Foley som Helen
- Earl Rhodes som Gaius Caesar
- Richard Hunter som Drusus Caesar
- Cheryl Johnson som Claudia Octavia
- Isabel Dean som Lollia
- Liane Aukin som Aelia Paetina
- Moira Redmond som Domitia Lepida den Yngre
- Bernard Hill som Gratus
- Norman Rossington som sergent af garden
- Lockwood West som senator
- Nicholas Amer som Mnester
- Renu Setna som Antonius Musa
- Jennifer Croxton som Plautia Urgulanilla
- Charles Kay som Gaius Asinius Gallus
- Donald Eccles som Gaius Asinius Pollio
- Denis Carey som Livius
- John Truscott som bibliotekar
- Norman Shelley som Horats
- Carleton Hobbs som Aristarchus
- Guy Siner som Pylades
- Edward Jewesbury som Titus
- Aubrey Richards som Lucius Visellius Varo
- Roy Purcell som Publius Vitellius den Yngre
- Jonathan Burn som Paullus Fabius Maximus
- Esmond Knight som Domitus
- Jon Laurimore som Gnaeus Cornelius Lentulus Gaetulicus
- Bruce Purchase som Gaius Sabinus
- James Fagan som Asprenas og Julia's elsker
- Geoffrey Hinsliff som Rufrius Pollio
- George Little som Tortius
- Neal Arden som Cestius
- Sally Bazely som Poppea
- Jan Carey som Diana
- Peter Williams som Gaius Silius Caecina
- Anne Dyson som Briseis
- George Pravda som Gershom
- Stuart Wilson som Gaius Silius
- Charlotte Howard som Scylla
- Manning Wilson som Gaius Vibius Marsus
- George Innes som Quintus Justus
- Linal Haft som Lucius Lusius Geta
- Kate Lansbury som Apicata
- Roger Bisley som Aulus Plautius og senator
- Tony Haygarth som Claudius' slave
- George Howe som Senator
- Pat Gorman som kaptajn af garden
- Neil Dickson som vagt
- Nick Willatt som kurér

## Produktion
Serien blev produceret af Joan Sullivan og Martin Lisemore og instrueret af Herbert Wise. Produktionen blev forsinket på grund af komplekse forhandlinger mellem BBC og copyright-indehaverne af Alexander Kordas afbrudte filmversion fra 1937. Dette gav dog manuskriptforfatteren Jack Pulman mere tid til at finjustere sit manuskript.
Serien blev optaget på videobånd i studierne på BBC Television Center, af kunstneriske snarere end budgetmæssige årsager. Jeg, Claudius blev lavet til en relativt lav pris på 60.000 pund for en times udsendelse (svarende til 459.000 pund i 2021 ), i en serie, der havde en samlet spilletid på 650 minutter.
Som antydet i dokumentaren I, Claudius: A Television Epic fra 2002, inkluderede den originale version af afsnit 8, "Zeus, by Jove!", en afsluttende optagelse efter at Caligula har skåret fosteret ud ad Drusillas livmoder, hvilket blev betragtet som meget chokerende. Den blev derfor genredigeret flere gange, selv på premieredagen, efter ordre fra Bill Slater, dengang leder af serieafdelingen. Efter den første udsendelse og en genudsendelse to dage senere blev scenen redigeret igen, så episoden nu er "noget afdæmpet". Den "lidt mere grusomme version" af episodens afslutning (en scene, hvor der anvendtes "makeup på hendes mave") blev angiveligt vist to gange i 1976, men er nu tabt, da BBC ikke længere har en kopi af den. Pulman bemærkede, at det originale manuskript til episoden sluttede med "et langskud, der viser den slagtede kvinde hængende på en vogn".

### Musik
Wilfred Josephs skrev titelmusikken. David Wulstan og Clerkes of Oxenford-ensemblet leverede musik til de fleste episoder.

## Priser og kritik

### Storbritannien
Den første kritik af showet i Storbritannien var negativ. Serien viste sig dog at blive en kæmpe succes hos publikum. Under den oprindelige udsendelse i 1976 anslog BBC, at Jeg, Claudius havde et gennemsnitligt seerantal på 2,5 millioner pr. afsnit, baseret på vurderingsundersøgelser. Blandt andre priser vandt serien tre BAFTA'er i 1977: Derek Jacobi, bedste mandlige hovedrolle (TV); Siân Phillips, bedste kvindelige hovedrolle (TV); Tim Harvey, bedste design (tv). Instruktør Herbert Wise vandt prisen for Outstanding Contribution Award ved BAFTA-uddelingen i 1978. På en liste over de 100 bedste britiske tv-programmer udarbejdet af British Film Institute i 2000, en afstemning af branchefolk, blev Jeg, Claudius nummer 12.

### USA
Serien blev efterfølgende udsendt i USA som en del af PBS's Masterpiece Theatre-serie, hvor den modtog kritikerros. Tim Harvey vandt en Emmy i 1978 for Outstanding Art Direction. Producenterne og instruktøren modtog Emmy-nomineringer.
På Rotten Tomatoes har serien en vurdering på 100 % baseret på 24 kritikeranmeldelser. Hjemmesidens konsensus lyder: "Ved at samle en skare af fantastiske skuespillere på på deres bedste niveau med et mesterligt manuskript, der har lånt fra det uimodståelige saftige kildemateriale, overgår Jeg, Claudius sine sølle produktionskvalitet og sætter en guldstandard for historiske dramaer."

## Eksterne links
- Jeg, Claudius (tv-serie)  hos BBC Programmes (engelsk)
- Jeg, Claudius på Internet Movie Database (engelsk)
- I, Claudius Project (med fokus på BBC produktionen)
- Encyclopedia of Television Arkiveret 5. januar 2008 hos  Wayback Machine
- British Film Institute Screen Online (TV series)